# Aschaff

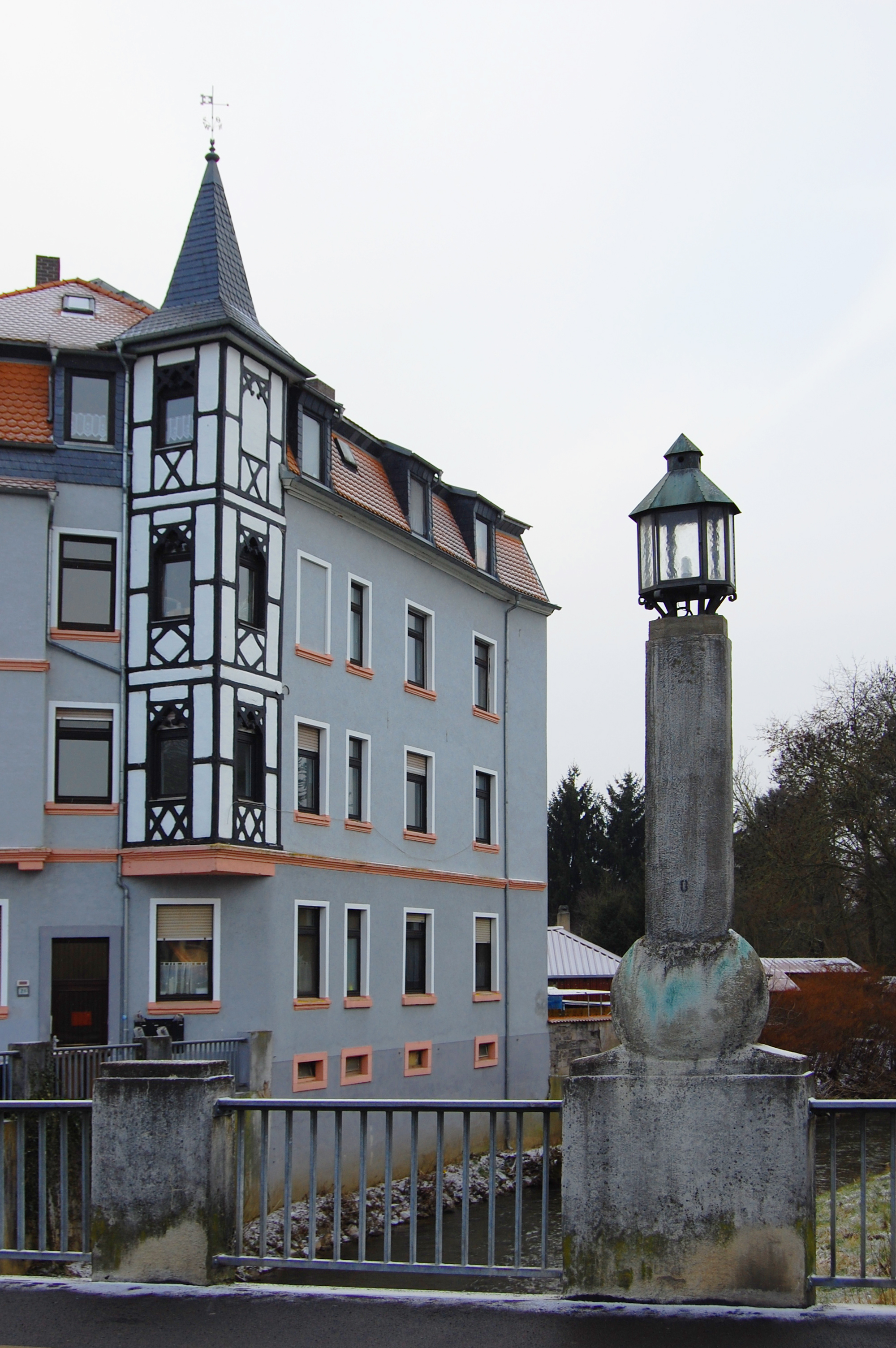
Rzeka Aschaff, stary młyn wodny oraz most w Aschaffenburgu

Aschaff – blisko 21-kilometrowa rzeka (długość łączna rzeki Aschaff to 18 km, strumienia Kleinaschaff – 3 km). Wpada do Menu na wysokości miejscowości Mainaschaff w powiecie Aschaffenburg (Dolna Frankonia). Płynie w kierunku wschodnim, przez bawarski Spessart. Dopływy: Autenbach (prawy) oraz Mała Aschaff w Waldaschaff (lewy).

## Nazwa
Nazwa rzeki pochodzi od staroniemieckiego słowa „asc” (współcześnie „Esche”) – „jesion” oraz słowa „Ap” (współcześnie „Wasser”) – woda. Aschaff przepływa przez gminy Waldaschaff, Mainaschaff i Aschaffenburg – dzielnice Damm i Strietwald.

## Informacje dodatkowe
Różnica wysokości pomiędzy źródłem rzeki i jej ujściem wynosi 88,5 m. Rzeka wielokrotnie na przestrzeni lat wylewała. Największe powodzie lub podtopienia miały miejsce w latach: 1961, 1965, 1981, 1995, 1998 oraz 2012 roku.

## Fauna
Rzeka Aschaff jest miejscem występowania takich gatunków ryb jak: boleń, głowacz białopłetwy, jelec, kiełb pospolity, leszcz, minog strumieniowy, płotka, pstrąg potokowy, strzebla potokowa, szczupak pospolity, śliz pospolity, świnka pospolita oraz ukleja pospolita.